# Ste-Foy (Sélestat)
Sainte-Foy (Sankt-Fides-Kirche) ist eine ehemalige romanische Klosterkirche in Sélestat (Schlettstadt) und heute eine römisch-katholische Pfarrkirche. Die Kirche ist seit 1862 als Monument historique klassifiziert.

## Geschichte

### Vorgängergebäude
Der Vorgängerbau entstand 1087, dessen Krypta aus zwei Kammern besteht und dem Vorbild des Heiligen Grabs in Jerusalem nachgestaltet ist. Stifterin war die Gräfin Hildegard von Egisheim, Stammmutter der Staufer und Großmutter von Friedrich Barbarossas. Hildegard übertrug die Kirche 1094 dem Benediktinerkloster Sainte-Foy in Conques, das hier ein Priorat einrichtete. Von diesem Kirchenbau des 11. Jahrhunderts ist nur die im Grundriss quadratische, im Jahr 1892 wieder freigelegte Krypta erhalten.

### Heutige Kirche

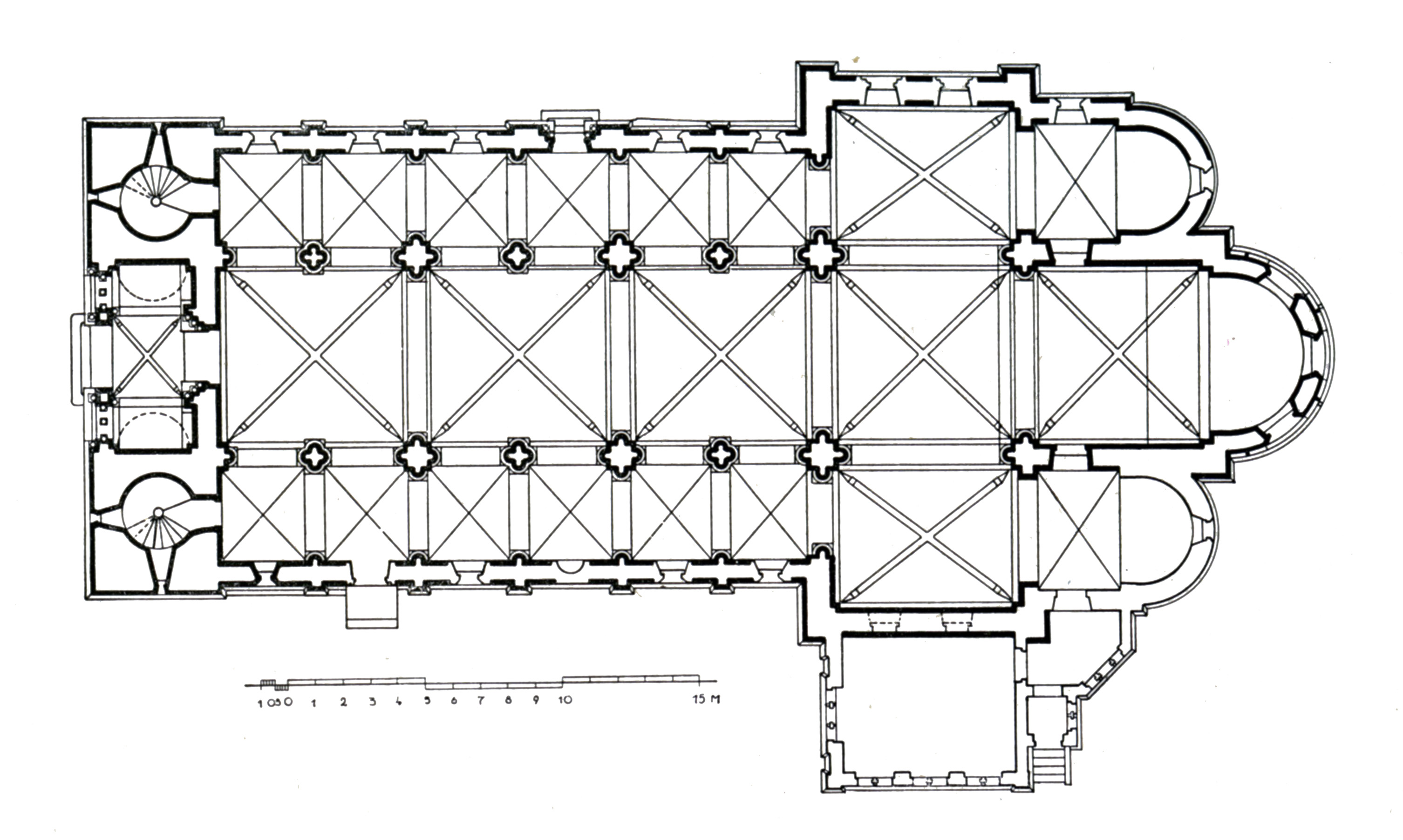
Grundriss

Die heutige Kirche wurde etwa 1153 bis 1162 von Friedrich Barbarossa errichtet, der der Kirche 1162 abschließend Buntglasfenster stiftete.
Im 15. Jahrhundert ging das Benediktinerpriorat unter: 1424 wurde es zunächst vom Benediktinerkloster Sainte-Foy getrennt und 1516 dem Tafelgut des Bischofs von Straßburg zugeschlagen. Der verkaufte das ehemalige Kloster 1536 an die Stadt Schlettstadt, 1615 ging die Anlage an ein Jesuitenkollegium über.
Die Jesuiten waren die ersten, die nach vielen Jahrhunderten das Gebäude ausbauten. Das geschah in barockem Stil und nachgotischer Architektur. Danach trug der Nordturm eine geschweifte Haube und im Innern waren „gotische“ Emporen eingebaut. Der Jesuitenorden nutzte das Kloster bis 1766, als die Stadt die Anlage zurückkaufte. Deren ursprüngliche Absicht, alles abzureißen, wurde nicht umgesetzt, vielmehr kam es zu einer Nachnutzung des Klosters als Kaserne.
1875 bis 1893 restaurierte der Architekt Karl Winkler die Kirche, wobei er auch wieder einen idealisierten „romanischen“ Zustand herstellte. Die barocke Ausstattung wurde größtenteils entfernt, einschließlich der „gotischen“ Emporen. Bei dieser Gelegenheit erhielten die beiden Türme über der Westfassade neue obere Stockwerke, die sehr an die mittelrheinische Romanik erinnern, etwa die Abteikirche Maria Laach, der Giebel der Westfassade wurde ergänzend zugefügt, die Fronten des Querhauses erhielten Fensterrosen und fast alle Fenster des Langhauses wurden vergrößert.

## Gebäude

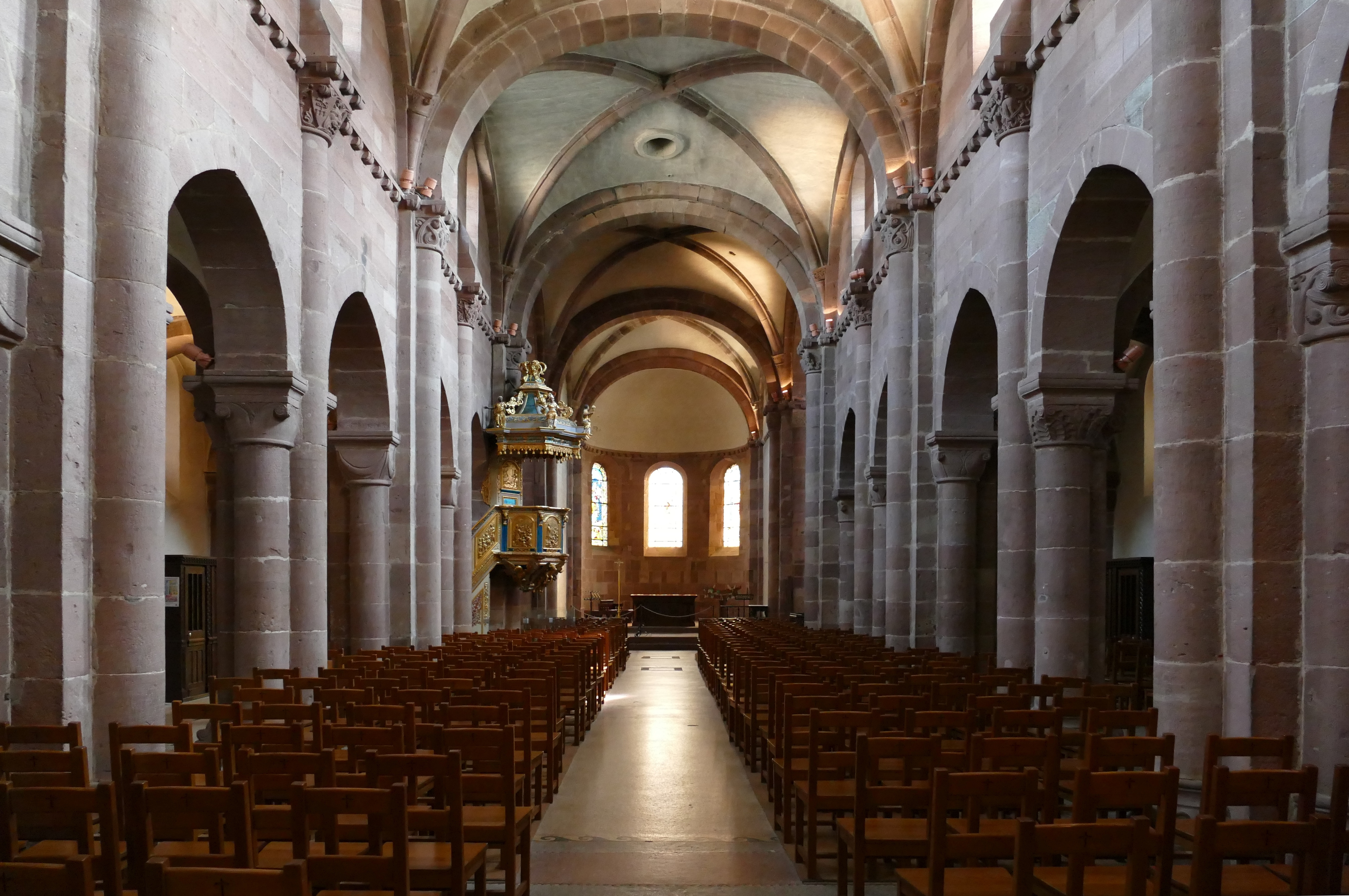
Innenansicht, Blick nach Osten

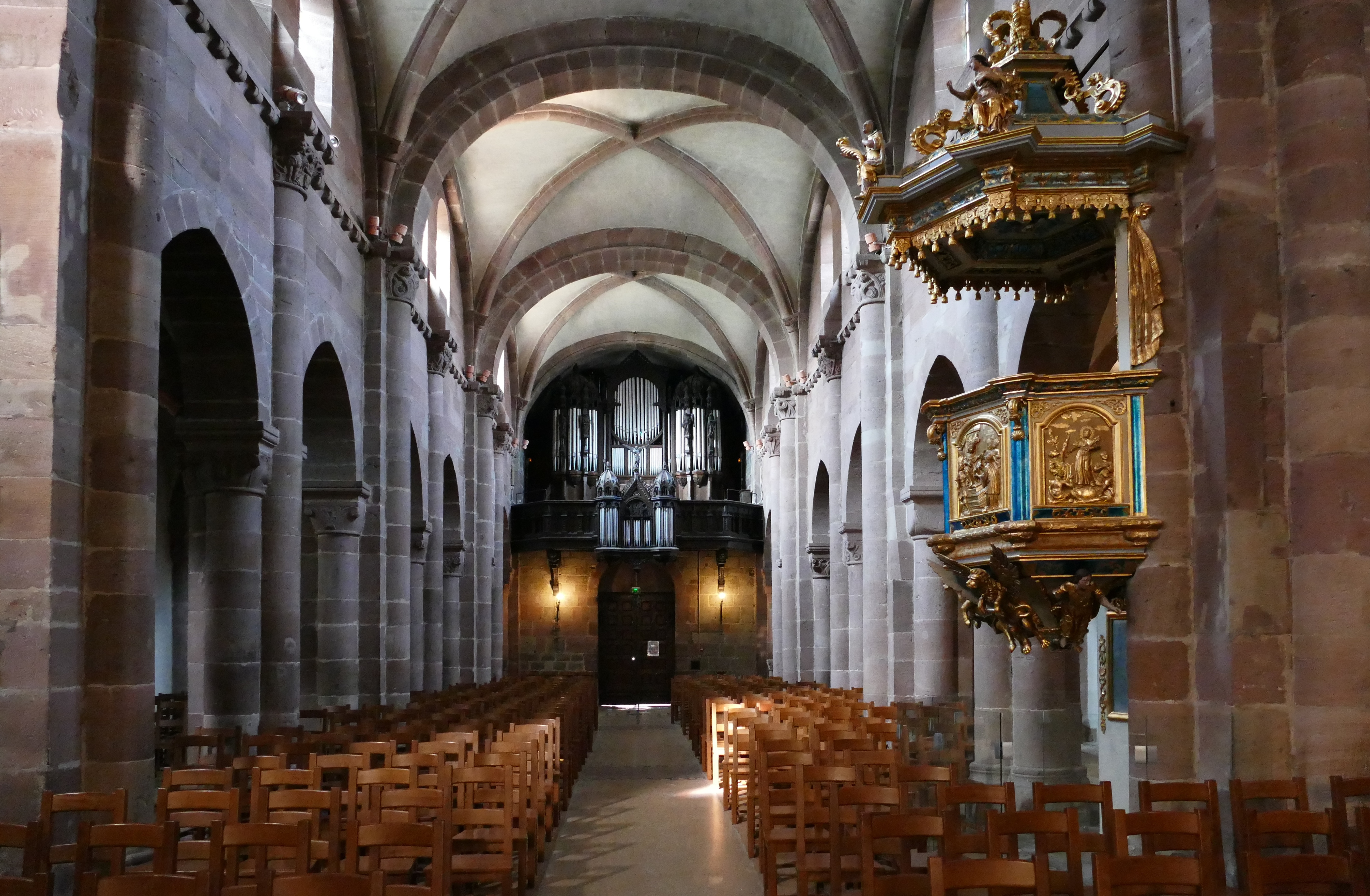
Innenansicht, Blick nach Westen

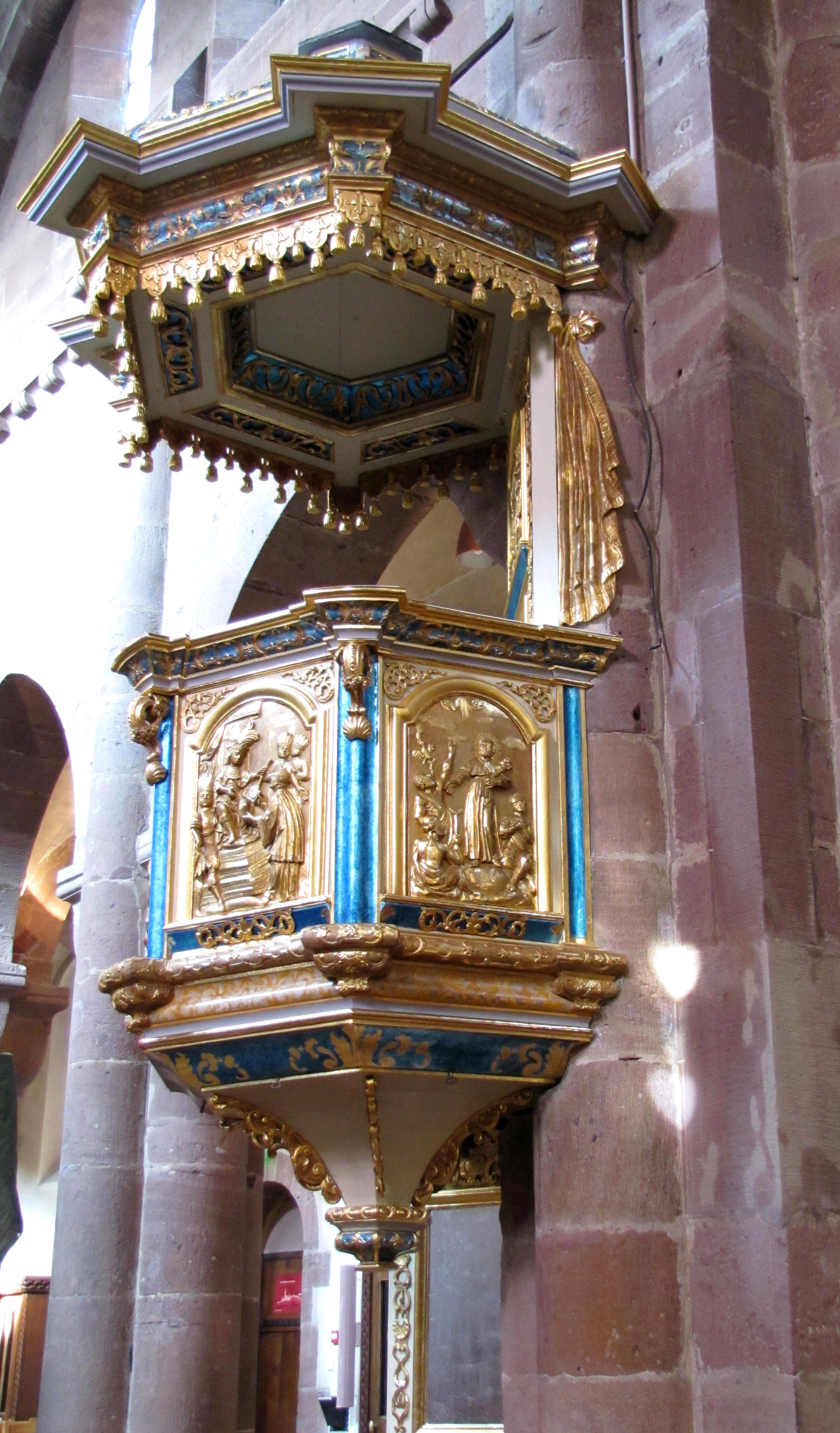
Kanzel

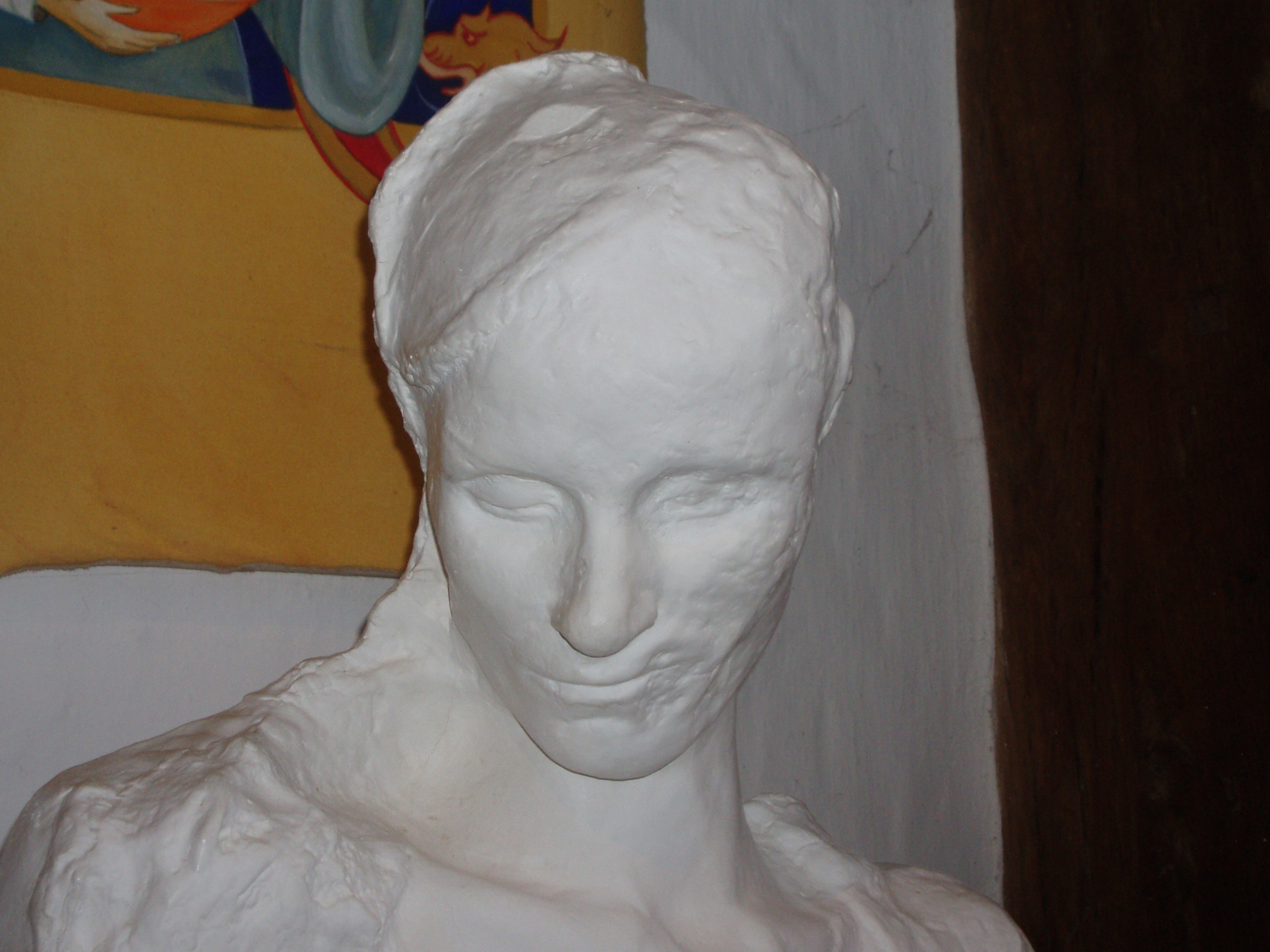
Büste der Hildegard von Egisheim (?) nach der gefundenen Totenmaske

### Grundriss
Die Kirche ist eine Basilika auf kreuzförmigem Grundriss. Das Langhaus besteht aus drei Doppeljochen mit Stützenwechsel im gebundenen System. Den östlichen Abschluss des Gebäudes bilden drei halbrunde Apsiden, je eine vor dem Mittelschiff und den beiden Seitenschiffen. Das Querschiff ist kurz: Seine Arme reichen nur wenig über die Flucht des Kirchenschiffes hinaus. Die Außenlänge des Gebäudes beträgt 44,20 m, das Kirchenschiff ist 21,25 m lang, das Querschiff misst 18,60 m. Auch die beiden Türme des Westwerks stehen in der Flucht des Hauptbaukörpers. Zwischen ihnen liegt ein Narthex.

### Außen
Um die Apsis herum läuft ein Fries pflanzlicher Motive.
Der Vierungsturm ist 42 m hoch, achteckig, hat zwei Geschosse und einen Steinhelm.
Die Westfassade wird im unteren Teil durch die schachbrettartige Verwendung von Verblendsteinen aus rotem Buntsandstein und hellem Granit geprägt.
Der zentrale Eingang im Narthex ist ein gestuftes Rundbogenportal mit eingestellten Säulen und reichem, zum Teil figürlichem Schmuck an den Kapitellen. An der Südwand des Narthex sind die Reste einer Zeichnung zu erkennen, die einen Ritter darstellt. Ihre Bedeutung ist unklar. Der nördliche Eingang ist ebenfalls ein Säulenportal, der südliche – ehemals Eingang vom Kreuzgang und vom Kloster – ist dagegen ganz schlicht gestaltet und weist als einzige Dekoration ein Zick-Zack-Band auf.

### Innen

#### Bauwerk
Die Schiffe sind etwa 11 m hoch und mit Rippengewölben abgeschlossen.
Bemerkenswert ist die Dekoration der Säulenbasen und -kapitelle, die zum Teil völlig neue Formen zeigen.

#### Ausstattung
- Bei der Ausgrabung der Krypta 1892 wurde direkt vor dem Altar ein gemauertes Grab gefunden, das die Überreste einer Frau barg, die von einer dicken Schicht aus gelöschtem Kalk bedeckt war. Ihre Gesichtszüge hatten sich im Kalk abgeformt, so dass eine  Totenmaske entstanden war. Diese wurde zu einer Büste rekonstruiert und ein Abguss davon auch in der Krypta aufgestellt. Es könnte sich um Hildegard von Egisheim oder ihre Tochter Adelheid handeln.[18]

- Die spätbarocke Kanzel stammt von 1733, aus der Zeit, als die Jesuiten die Kirche nutzten. Sie trägt Reliefs mit Szenen aus dem Leben von Missionaren des Jesuitenordens.

#### Orgel
Die Orgel, ebenfalls von 1892, stammt aus dem Hause Rinckenbach. Das Instrument hat 25 Register auf zwei Manualen und Pedal. Die Trakturen sind pneumatisch.
| I Grand Orgue C–g3 |                  |     |
| 1.                 | Bourdon          | 16′ |
| 2.                 | Principal        | 8′  |
| 3.                 | Bourdon          | 8′  |
| 4.                 | Octave           | 4′  |
| 5.                 | Flûte à cheminée | 4′  |
| 6.                 | Flûte de concert | 4′  |
| 7.                 | Doublette        | 2′  |
| 8.                 | Sifflet          | 1′  |

| II Récit expressif C–g3 |                  |       |
| 9.                      | Quintaton        | 16′   |
| 10.                     | Geigenprinzipal  | 8′    |
| 11.                     | Lieblich gedackt | 8′    |
| 12.                     | Salicional       | 8′    |
| 13.                     | Flûte harmonique | 8′    |
| 14.                     | Voix céleste     | 8′    |
| 15.                     | Prestant         | 4′    |
| 16.                     | Flûte octaviante | 4′    |
| 17.                     | Quinte           | 2 ⁄3′ |
| 18.                     | Octavin          | 2′    |
| 19.                     | Mixture          | 2 ⁄3′ |
| 20.                     | Trompette solo   | 8′    |
| 21.                     | Basson/Hautbois  | 8′    |

| Pédale C–f1 |             |     |
| 22.         | Soubasse    | 16′ |
| 23.         | Contrebasse | 16′ |
| 24.         | Octavebasse | 8′  |
| 25.         | Basson      | 16′ |

- Koppeln: II/I (auch als Sub- und Superoktavkoppeln) I/P, II/P

## Wissenswert
- Die Kirche gehört zur Romanischen Straße im Elsass.
- Die Schulgebäude südlich der Kirche enthalten bauliche Teile der ehemaligen Klostergebäude.[20]